# Skijöring

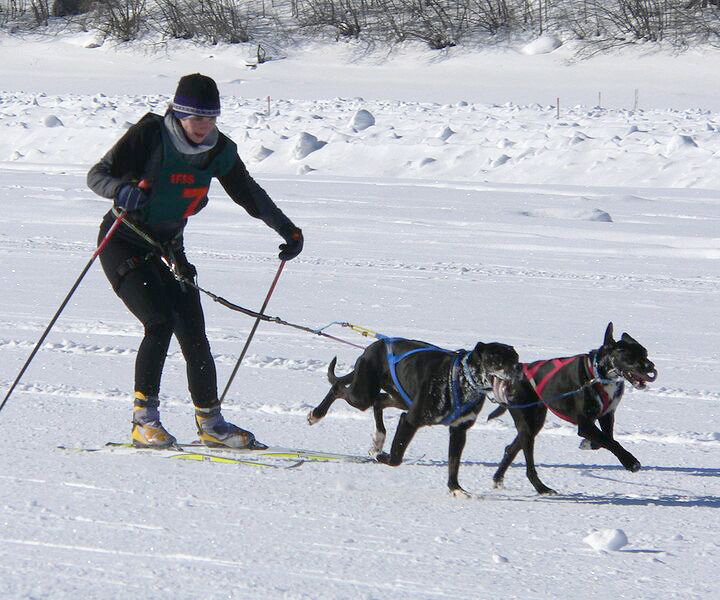
Závod skijöringu

Skijöring [ski-jɛːrɪŋ]IPA je zimní sport, při kterém je člověk na lyžích připoután tažným lanem ke koni, psu (nebo více psům) či motorovému vozidlu. Název pochází z norského slova skikjøring, které znamená doslova "řízení na lyžích". Z neznámého důvodu při pojmenování sportu vypadlo písmeno k. Slovo skijöring, skijøring nedává v norštině (popř. dánštině, švédštině) smysl.

## Psí skijöring
Pes by měl být poslušný, vytrvalý, silný a neagresivní. Závody ve skijöringu se konají při závodech psích spřežení. Kategorie jsou rozdělené na ženy a muže, jezdí i s dvěma psy. První závody skijöringu se v Československu konaly při závodech psích spřežení 16. března 1985 v Peci pod Sněžkou.

## Motoskijöring
V tomto druhu skijöringu jsou v jednom týmu dva závodníci - řidič a lyžař. Řidič ovládá crossový motocykl a lyžař se veze za motocyklem a při tom se drží za lano, které je upevněno na motocyklu. Vítězem je ten tým, který jako první projede cílem.